# Wolfgang Puck
Wolfgang Johannes Puck, né Wolfgang Johannes Topfschnig le 8 juillet 1949 à Sankt Veit an der Glan, est un chef cuisinier américain d'origine autrichienne.
Né en Autriche, il déménage aux États-Unis à l'âge de 24 ans.
En 1982, il ouvre un restaurant à Los Angeles nommé "Spago", étant situé à Hollywood, il est donc[Interprétation personnelle ?] rapidement devenu un point de rencontre pour les célébrités.
Profitant de cela, Puck a ouvert d'autres restaurants du même nom dans différentes villes.
Il est actuellement reconnu pour avoir préparé les dîners de gala lors de la remise des Oscars, pendant plus de 16 années consécutives.